# Eupatorium radula
Eupatorium radula là một loài thực vật có hoa trong họ Cúc. Loài này được Chodat mô tả khoa học đầu tiên năm 1902.